# Tjerjomusjky (ort i Vitryssland)
Tjerjomusjky är en by i Belarus. Den ligger i den nordöstra delen av landet, 190 km öster om huvudstaden Minsk. Tjerjomusjky ligger 181 meter över havet och antalet invånare är 390.

## Natur och klimat
Terrängen runt Tjerjomusjky är platt. Runt Tjerjomusjky är det ganska tätbefolkat, med 192 invånare per kvadratkilometer.. Närmaste större samhälle är Mahiljoŭ, 8,3 km väster om Tjerjomusjky.
Omgivningarna runt Tjerjomusjky är en mosaik av jordbruksmark och naturlig växtlighet.